# Hemiandrus maculipennis
Hemiandrus maculipennis är en insektsart som först beskrevs av Carl Stål 1877.  Hemiandrus maculipennis ingår i släktet Hemiandrus och familjen Anostostomatidae.

## Underarter
Arten delas in i följande underarter:
- H. m. specularis
- H. m. bakeri
- H. m. maculipennis
- H. m. laticauda